# جزيرة روسا
جزيرة روسا وهي جزيرة من جزر إندونيسيا، وتقع في إقليم آتشيه.